# Holubita
La holubita és un mineral de la classe dels sulfurs que pertany al grup de la lil·lianita. Rep el nom de Milan Holub, un geòleg txec especialista en el districte mineral de Kutná Hora.

## Característiques
La holubita és una sulfosal de fórmula química Ag₃Pb₆(Sb₈Bi₃)S₂₄. Va ser aprovada com a espècie vàlida per l'Associació Mineralògica Internacional l'any 2023, i va ser publicada poc després el mateix any. Cristal·litza en el sistema monoclínic. Químicament és força similar a l'oscarkempffita, la clinooscarkempffita, la izoklakeïta i la staročeskeïta. També és químicament semblant amb la lazerckerita, que va ser descrita a la vegada. La holubita és opaca, de color gris acer i té una lluïssor metàl·lica. La densitat calculada és de 5,899 g/cm3.

## Formació i jaciments
El mineral es troba associat amb altres minerals homòlegs del grup de la lil·lianita com la gustavita, la terrywal·laceïta, la vikingita i la treasurita. Va ser descrita a Staročeské Lode, a la República Txeca, el filó més gran del districte mineral de Kutná Hora pel que fa a la quantitat de mineral extret, i del que s'han obtingut unes 300 tones d'argent. Aquest indret és l'únic a tot el planeta on ha estat descrita aquesta espècie mineral.